# Agent Provocateur (musikalbum)
Agent Provocateur är ett musikalbum av rockgruppen Foreigner som släpptes 1984.

## Låtlista
Samtliga låtar skrivna av Lou Gramm och Mick Jones.
1. Tooth and Nail - 3:54
2. That Was Yesterday - 3:46
3. I Want to Know What Love Is (Mick Jones) - 4:58
4. Growing Up the Hard Way - 4:18
5. Reaction to Action - 3:57
6. Stranger in My Own House (Mick Jones) - 4:54
7. A Love in Vain - 4:12
8. Down on Love - 4:08
9. Two Different Worlds (Lou Gramm) - 4:28
10. She's Too Tough - 3:07